# Giuseppe Tavani
Giuseppe Tavani (Roma, 21 de marzo de 1924 – 22 de marzo de 2019) fue un filólogo italiano de reconocido prestigio por sus investigaciones sobre la poesía lírica gallego-portuguesa, así como sobre la lírica y narrativa provenzal, catalana y francesa.

## Trayectoria
Catedrático de Filología Románica y profesor emérito de la Universidad de Roma La Sapienza, es considerado como uno de los grandes estudiosos de la lírica medieval románica, destacando en sus investigaciones sobre literatura medieval catalana y la lírica medieval gallega.
Fue nombrado doctorando honoris causa por la Universidad de Santiago de Compostela en 1991, la Universidad de Barcelona en 1992 y la Universidad de Lisboa. También fue miembro del Instituto de Estudios Catalanes, de la Academia de las Ciencias de Lisboa y la Real Academia Gallega.     
Su labor traductora e investigadora, desarrollada desde los años 50, se plasmó en más de 300 títulos entre libros, traducciones y artículos, además, dirigió las colecciones filológicas “Romanica Vulgaris” y “Quaderni di romanica vulgaria” y colaboró en revistas europeas y americanas especializadas en filología.

## Premios
- Premio Internacional Catalònia del Instituto de Estudios Catalanes (1986)[6]
- Premio de la Crítica de Galicia (1987)[8]
- Pedrón de Ouro[8]
- Medalla Castelao (1988)[8]
- Cruz de Sant Jordi (1997)[6]
- Premio Internacional Ramon Llull (2004)[6]
- Premio Josep María Batista i Roca (2006)[6]

## Obra
Entre sus más de 300 obras, entre libros, traducciones y artículos, destacan:
- Repertorio metrico della lirica galego-portoghese (1967)[6]
- Poesia catalana di protesta (1968)[6]
- Preistoria e protostoria delle lingue ispaniche (1968)[6]
- La poesia lirica galego-portoghese (1970)[7]
- Foix, Pere Quart, Espriu: tres maneres de fer poesia (1976)[6]
- Methodologie et practique de l’édition critique des textes litteraires contemporains (1985)[6]
- A poesía de Airas Nunez (1992, Galaxia)
- Diccionario da Literatura Medieval Galega e Portuguesa (1993)[7]
- Breu història de la llengua catalana (1994)[6]
- Per una història de la cultura catalana medieval (1996)[6]
- Arte de Trovar do cancioneiro da Biblioteca Nacional de Lisboa (1999)[7]
- As cantigas de escarnio, o Tra Galizia e Provenza: saggi sulla poesia medievale galego-portoghese (2002)[7]
- Trovadores e jograis: introdução á poesia medieval galego-portuguesa (2002)[9]